# Last Shadow at First Light
Pour plus de détails, voir Fiche technique et Distribution.
Last Shadow at First Light est un drame fantastique singapourien, japonais, slovène, philippin et indonésien réalisé par Nicole Midori Woodford et sorti en 2023,.

## Fiche technique
Sauf indication contraire, les informations mentionnées dans cette section peuvent être confirmées par la base de données cinématographiques IMDb,  présente dans la section « Liens externes ».
- Titre original : Last Shadow at First Light
- Réalisation : Nicole Midori Woodford
- Scénario : Nicole Midori Woodford
- Musique : Alenja Pivko Kneževič
- Décors :
- Costumes : Meredith Lee
- Photographie : Hideho Urata
- Son : Vincent Villa
- Montage : Daniel Hui et Nicole Midori Woodford
- Production :
  - Production déléguée : Jeremy Chua, Shozo Ichiyama et Boštjan Virc
- Société de production : Fourier Films et Potocol
- Société de distribution : Tamasa Distribution
- Pays de production :  Singapour,  Japon,  Slovénie,  Philippines et  Indonésie
- Langue originale : japonais
- Format : Drame fantastique
- Durée : 107 minutes
- Dates de sortie :
  - Espagne : 24 septembre 2023 (Saint-Sébastien)
  - Philippines : 20 novembre 2023 (Quezon City)
  - Indonésie : 26 novembre 2023 (Yogyakarta)
  - Singapour : 5 décembre 2023 (Festival international du film de Singapour)
  - France : 20 août 2025

## Distribution
- Shirata Mihaya : Ami
- Masatoshi Nagase : Isamu
- Mariko Tsutsui : Satomi
- Peter Yu : Wen Yong